# Чимре-Гомпа
Чимре-Гомпа (англ. Chemrey Gompa) — буддийский монастырь, возведённый в 1664 году, приблизительно в 40 км восточнее Леха, Ладакх, северная Индия. Монастырь принадлежит школе Друкпа Кагью, он был основан Ламой Тагсанг Расченом в память царя Сэнге Намгьяла.
Монастырь известен огромной статуей Падмасамбхавы. В главном зале стены расписаны фресками: Шакьямуни, лама Тагсанг Расчена, Акшобхья, Махакала, Амитабха, Тара, Кубера, Ямантака Калачакра. В монастыре великолепная библиотека, 29 томов покрыты серебром, а тексты написаны золотыми буквами. В монастыре проводятся праздники со священными танцами: 28 и 29 числа 9 месяца тибетского календаря каждый год.